# Portret Maksymiliana Rodakowskiego, brata artysty
Portret Maksymiliana Rodakowskiego, brata artysty – obraz olejny malarza Henryka Rodakowskiego. Dzieło jest przechowywane w Muzeum Narodowym w Warszawie.

## Opis
Obraz przedstawia brata malarza, Maksymiliana Rodakowskiego, znanego później jako dowódca szarży kawalerii w bitwie pod Custozą, awansowanego na stopień generała majora armii austriackiej. W czasie malowania portretu Maksymilian miał stopień podpułkownika. 
Portret Maksymiliana został namalowany w tym samym roku co Portret Babetty Singer, ciotki artysty, wydaje się jednak pozbawiony tego ciepła, którym emanuje obraz przedstawiający ciotkę. Obraz brata malarz tworzył szerzej i swobodniej, nie przykładając tak wielkiej uwagi do szczegółów jak zrobił to w przypadku Babetty. Rodakowski ukazał brata bardziej jako wojskowego niż bliską sobie osobę. Podpułkownik przedstawiony jest jako osoba zdyscyplinowana, pozująca w karny, oficerski sposób. Maksymilian ma nieco butny wyraz twarzy, zdecydowane rysy i obfite wąsy, patrzy z pewnym chłodem, co sugeruje, że jest osobą o cechach przywódczych, przyzwyczajoną do dominacji. Portretowana postać ma na sobie mundur z błyszczącymi dystynkcjami, a na ramię ma zarzucone ciężkie futro, które pełni jednocześnie ważną funkcję kompozycyjną. Na głowie Maksymiliana spoczywa fantazyjna rogatywka z piórem.